# Championnat de France de beach soccer 2011
Navigation
2010 2012
Le National Beach Soccer 2011 est la 3e édition du Championnat de France de beach soccer. Elle a lieu du 1er au 3 juillet 2011 au CREPS d'Aix-en-Provence.
Montredon Bonneveine remporte son premier titre face au tenant du titre, Marseille 12e.

## Déroulement
La compétition se joue sous la forme d'un challenge inter-régional. Chaque Ligue régionale organise un tournoi local dont le champion est qualifié pour la phase finale nationale.
Les deux qualifiés des Bouches-du-Rhône se joignent aux vainqueurs des autres Ligues participantes : Lorraine, Lauguedoc, Corse, La Réunion, Atlantique et Aquitaine.

## Clubs participants
Marseille 12e entrainé par l'international Didier Samoun se donne le droit de défendre son titre. Ce n'est pas la seule équipe de Ligue de la Méditerranée puisque Montrebon Bonneveine gagne son billet. La Ligue du Languedoc-Roussillon place aussi deux clubs. Le BS Palavas étant repêché à la suite du forfait du qualifié corse. Ils accompagnent leur voisin de Vergèze. Les anciens des Girondins de Bordeaux sont aussi de la partie avec dans leur rang Yannick Fischer. Le FC Essartais (Atlantique), l'ES Jœuf (Lorraine), et l'AS Bretagne (Réunion) complète le tableau.
| Club                 | Ligue régionale      | Résultat 2010 | Entraîneur                   | Depuis | Nombre participations |
| -------------------- | -------------------- | ------------- | ---------------------------- | ------ | --------------------- |
| Marseille 12e        | Méditerranée         | champion      | Didier Samoun                | 2010   | 2                     |
| ES Jœuf              | Lorraine             | troisième     |                              | 2010   | 2                     |
| BS Palavas           | Languedoc-Roussillon | quatrième     |                              | 2010   | 2                     |
| Montredon Bonneveine | Méditerranée         | -             | G. Guidarini et F. Contrucci | 2011   | 1                     |
| AS Bretagne          | Réunion              | -             | Claude Barrabé               | 2011   | 1                     |
| Bordeaux             | Nouvelle-Aquitaine   | -             |                              | 2011   | 1                     |
| Vergèves             | Languedoc-Roussillon | -             |                              | 2011   | 1                     |
| FC Essartais         | Atlantique           | -             |                              | 2011   | 1                     |

## Qualifications
Marseille 12e remporte son tournoi de qualification. Ce n'est pas la seule équipe de Ligue de la Méditerranée puisque Montrebon Bonneveine gagne son billet en ne s'inclinant qu'une seule fois lors de la première phase : 7-6 contre le voisin marseillais lors de la 2e journée.
Avec son titre de champion régional 2010 de beach soccer, le FC Essartais accède à la phase, une première pour un club de la Ligue atlantique de football.

## Phase finale

### Tableau
La phase finale se déroule à Aix-en-Provence du 1er au 3 juillet sur le stade Éric Cantona, le terrain officiel de l’équipe de France de beach soccer.
|  | Quarts de finale | Quarts de finale |             |            | Demi-finales           | Demi-finales |  |  | Finale      | Finale |
|  | Quarts de finale | Quarts de finale |             |            | Demi-finales           | Demi-finales |  |  | Finale      | Finale |
|  |                  |                  |             |            |                        |              |  |  |             |        |
|  |                  |                  |             |            |                        |              |  |  |             |        |
|  |                  |                  |             |            |                        |              |  |  |             |        |
|  | AS Bretagne      | 13               |             |            |                        |              |  |  |             |        |
|  | AS Bretagne      | 13               |             |            |                        |              |  |  |             |        |
|  | Vergèze          | 7                |             |            |                        |              |  |  |             |        |
|  | Vergèze          | 7                | AS Bretagne | 3          |                        |              |  |  |             |        |
|  |                  |                  | AS Bretagne | 3          |                        |              |  |  |             |        |
|  |                  | Bonneveine       | 9           |            |                        |              |  |  |             |        |
|  | Bonneveine       | Bonneveine       | 9           | 10         |                        |              |  |  |             |        |
|  | Bonneveine       |                  |             | 10         |                        |              |  |  |             |        |
|  | Bordeaux         | 3                |             |            |                        |              |  |  |             |        |
|  | Bordeaux         | 3                | Bonneveine  | 6 a. p.    |                        |              |  |  |             |        |
|  |                  |                  | Bonneveine  | 6 a. p.    |                        |              |  |  |             |        |
|  |                  | Marseille 12e    | 4           |            |                        |              |  |  |             |        |
|  | BS Palavas       | Marseille 12e    | 4           | 11         |                        |              |  |  |             |        |
|  | BS Palavas       |                  |             | 11         |                        |              |  |  |             |        |
|  | FC Essartais     | 3                |             |            |                        |              |  |  |             |        |
|  | FC Essartais     | 3                | BS Palavas  | 3          |                        |              |  |  |             |        |
|  |                  |                  | BS Palavas  | 3          | Match pour la 3e place |              |  |  |             |        |
|  |                  | Marseille 12e    | 4           |            |                        |              |  |  |             |        |
|  | Marseille 12e    | Marseille 12e    | 4           | 8          |                        |              |  |  |             |        |
|  | Marseille 12e    |                  |             | 8          |                        |              |  |  |             |        |
|  | ES Jœuf          | 4                |             | BS Palavas | 10                     |              |  |  |             |        |
|  | ES Jœuf          | 4                |             | BS Palavas | 10                     |              |  |  |             |        |
|  |                  |                  |             |            |                        |              |  |  | AS Bretagne | 8      |
|  |                  |                  |             |            |                        |              |  |  | AS Bretagne | 8      |

### Quarts de finale
Pour l’ouverture de ces finales du National Beach soccer, les équipes provençales marquent les esprits en quarts de finale.
Le Marseille XII, emmené par Didier Samoun, élimine l'ES Jœuf. Si le premier tiers-temps est serré avec l’ouverture d’un score de Noël Sciortino, les Lorrains coulent en seconde période (5-0). En roue libre, les champions de France 2010 se font des frayeurs quand Jœuf revient à deux longueurs (6-4). Mais Sébastien Perez remet de l’ordre avec une tir en pleine lucarne sur une mise en jeu (8-4).
Le BS Palavas d’Anthony Fayos, mené 0-2 face aux Vendéens du FC Essartais, fait ensuite preuve de réalisme et d’efficacité en s’imposant 11-3.
La démonstration de Montredon-Bonneveine face aux anciens Girondins de Bordeaux offre des buts aux spectateurs. L'international Benjamin De Santi marque un quadruplé d'entrée (4-2). Puis Ghani Mahraoui cloue les espoirs bordelais. Par la suite, les hommes du duo Guirdarini-Contrucci gèrent (10-3).
L’AS Bretagne, formation de la Ligue de la Réunion, élimine l'équipe de Vergèze. Les protégés de l’ancien gardien du Montpellier Hérault SC et de l’équipe de France de beach soccer, Claude Barrabé, s'impose 13-7.

### Demi-finales
La demi-finale entre Marseille XII et BS Palavas oppose des joueurs évoluant essentiellement en équipe de France : deux côtés marseillais et quatre chez les Palavasiens. Le MXII réussie son entame en menant 3-0 au bout de six minutes grâce à Sébastien Pérez et Jean-Marc Édouard. Mais les coéquipiers de Robin Gasset reviennent à un but (3-2). Dans le dernier tiers-temps, Pérez marque sur penalty puis Palavas réduit la marque en vain (4-3).
Montredon-Bonneveine mène déjà 6-2 au terme du premier tiers-temps de sa demi-finale contre l'AS Bretagne. Les deux périodes suivantes ne changent rien à la donne (9-3).

### Finale
Dans cette finale totalement marseillaise, le tenant du titre Marseille XII mènent 0-3 grâce à un doublé de Ludovic Heidelberger et un but de Sébastien Pérez. Lors du second tiers-temps, David Quaziz permet de revenir à un but avec ses deux réalisations en deux minutes (2-3). Lors de la dernière période, Benjamin Benattar égalise (3-3). Didier Samoun permet à son équipe de reprendre la main (3-4) mais à vingt secondes de la fin du temps réglementaire, Benattar oblige aux prolongations. Lors de celles-ci, Jérémy Bru donne pour la première fois l'avantage au SCMB et Ghani Mahraoui cloue le score (6-4 ap).
| Finale               | Montredon-Bonneveine | 6-4 a. p.         | Marseille 12e                                                                                            | CREPS, Aix-en-Provence |  |
| 3 juillet 2011 16h00 | Quaziz · Benattar · Bru · Mahraoui                                                                                          | (0-1 ; 1-3 ; 4-4) | Heidelberger · Samoun · Pérez                                                                            |                        |  |
| 3 juillet 2011 16h00 | rapport |                   | |                        |  |
| 3 juillet 2011 16h00 | Boina , Khayyour, Mansoibou, Quaziz, De Santi, Benattar, Bru, Mahraoui, Gnepo entr. : Gérald Guidarini et Francis Contrucci | Équipes           | Ruiz , Bonchaa, Édouard, Samoun, Pérez, Sciortino, Aveline, Heidelberger, Cardillo entr. : Didier Samoun |                        |  |

### Matchs de classement
Les quatre équipes éliminées en quarts-de-finale s'affrontent dans un tournoi à élimination directe pour déterminer les places de 5e à 8e du classement final.
|  | Demi-finales 5e-8e | Demi-finales 5e-8e |                |  | Cinquième place | Cinquième place |
|  | Demi-finales 5e-8e | Demi-finales 5e-8e |                |  | Cinquième place | Cinquième place |
|  |                    |                    |                |  |                 |                 |
|  |                    |                    |                |  |                 |                 |
|  |                    |                    |                |  |                 |                 |
|  | Vergèze            | 6                  |                |  |                 |                 |
|  | Vergèze            | 6                  |                |  |                 |                 |
|  | ES Jœuf            | 5                  |                |  |                 |                 |
|  | ES Jœuf            | 5                  | Vergèze        |  |                 |                 |
|  |                    |                    |                |  |                 |                 |
|  |                    | Bordeaux           |                |  |                 |                 |
|  | Bordeaux           | 7                  |                |  |                 |                 |
|  | Bordeaux           | 7                  |                |  |                 |                 |
|  | FC Essartais       | 5                  |                |  |                 |                 |
|  | FC Essartais       | 5                  | Septième place |  |                 |                 |
|  |                    |                    |                |  |                 |                 |
|  |                    |                    |                |  |                 |                 |
|  |                    |                    |                |  |                 |                 |
|  | ES Jœuf            |                    |                |  |                 |                 |
|  |                    |                    |                |  |                 |                 |
|  | FC Essartais       |                    |                |  |                 |                 |
|  |                    |                    |                |  |                 |                 |

## Classement
| # | Club                 | Ligue                |
| - | -------------------- | -------------------- |
| 1 | Montredon Bonneveine | Méditerranée         |
| 2 | Marseille 12e        | Méditerranée         |
| 3 | BS Palavas           | Languedoc-Roussillon |
| 4 | AS Bretagne          | Réunion              |
| 5 |                      |                      |
| 6 |                      |                      |
| 7 |                      |                      |
| 8 | FC Essartais         | Atlantique           |